# Radio Zürisee
Radio Zürisee est une station de radio privée suisse, située à Rapperswil, dans le canton de Saint-Gall.

## Histoire
Radio Zürisee est fondée par Buchdruckerei Stäfa AG, alors qu'elle ne peut initialement détenir que 10% du capital social en raison des réglementations gouvernementales. En 1988, cela aboutit à la création de Zürichsee Medien AG. Le premier emplacement du studio est Stäfa. En 1992, la station et ses ateliers déménagent à Rapperswil.

La majorité des actions de Radio Zürisee sont désormais détenues par Zürichsee Medien AG, basée à Stäfa. La station est financée par la vente de spots radio. En 2008, Radio Zürisee reprend la Bundeshaus-Radio à son fondateur Andreas Käsermann, qui assure le reportage pour 16 stations de radio privées dans l'établissement.
En 2011, Radio Zürisee a une station « sœur » : le groupe Tamedia vend à Zürichsee Medien AG la radio bernoise Capital FM qui est transformée en Radio Bern 1.

## Fréquences
Les trois principaux émetteurs puissants sont l'Uetliberg sur 106,7 MHz (depuis 2009), le Bachtel sur 107,4 MHz et l'Etzel sur 88,4 MHz (depuis 2011) et neuf autres fréquences qui couvrent la zone de concession «32» Zurich-Glaris. La zone de transmission s'étend sur les cantons de Zurich, Saint-Gall (See/Gaster), Schwyz (Ausserschwyz), Schaffhouse et Glarus.